# Vamberk
Vamberk település Csehországban, Rychnov nad Kněžnou-i járásban. Vamberk Jahodov, Rychnov nad Kněžnou, Potštejn, Lupenice, Rybná nad Zdobnicí, Záměl, Záchlumí és Doudleby nad Orlicí településekkel határos. Lakosainak száma 4676 fő (2024. január 1.).

## Népesség
A település lakosságának változását az alábbi diagram mutatja:
| Lakosok száma | 4049 | 4146 | 4562 | 4057 | 5183 | 4815 | 4595 | 4532 | 4530 | 4676 |
|               | 1869 | 1890 | 1921 | 1950 | 1980 | 2001 | 2017 | 2019 | 2022 | 2024 |